# Grönländische Fußballmeisterschaft 1972
Die Grönländische Fußballmeisterschaft 1972 war die 10. Spielzeit der Grönländischen Fußballmeisterschaft.
Meister wurde zum zweiten Mal GSS Nuuk, womit erstmals seit 14 Jahren wieder eine Mannschaft aus der grönländischen Hauptstadt Meister werden konnte.

## Teilnehmer
Es ist erneut unbekannt, wie viele Mannschaften an der Meisterschaft teilnahmen. Laut einem Zeitungsartikel vom 11. November 1971 waren zu diesem Zeitpunkt bereits 23 Mannschaften gemeldet, welche auf fünf Kreise aufgeteilt waren. Es sind aber nur wenige Spiele überliefert, sodass nicht klar ist, ob diese Mannschaften letztlich auch an der Meisterschaft teilgenommen haben. Folgende Mannschaften nahmen mindestens teil, wobei die ohne überliefertes Spiel mit einem Sternchen markiert sind. Teilnehmer der Schlussrunde sind fett.
- UB-68 Uummannaq*
- Nanoĸ Qullissat*
- G-44 Qeqertarsuaq
- I-69 Ilulissat*
- CIF-70 Qasigiannguit*
- Kugsak-45 Qasigiannguit*
- ESE Aasiaat*
- T-41 Aasiaat
- Sarfaĸ-62 Niaqornaarsuk*
- Ípernaĸ-53 Kangaatsiaq*
- SAK Sisimiut
- S-68 Sisimiut
- K'âsuk Kangaamiut*
- Aĸigssiaĸ Maniitsoq
- Kâgssagssuk Maniitsoq
- B-67 Nuuk
- GSS Nuuk
- NÛK*
- Iliarssuk Qeqertarsuatsiaat
- S-69 Paamiut*
- Â-43 Narsaq*
- Nauja-47 Igaliku*
- K-33 Qaqortoq
- Siuteroĸ Nanortalik*
- Eĸaluk-54 Tasiusaq*

## Modus
Vermutlich wurden in fünf Kreismeisterschaften die Sieger für die Schlussrunde ausgespielt. Allerdings bestand die Schlussrunde aus einer Mannschaft aus dem Kreis 1, einer aus Kreis 2 und zweien aus Kreis 4. Die Kreiseinteilung entsprach zudem nicht mehr der, die im November 1971 berichtet worden war. Der genaue Modus ist somit unbekannt. Die Schlussrunde war erstmals ein Gruppenturnier mit vier Mannschaften. Zuvor war nur Mitte der 1960er Jahre zweimal ein Gruppenturnier mit drei Mannschaften als Schlussrunde gespielt worden.

## Ergebnisse

### Qualifikationsrunde
Kreis 1
| Datum         |           | Ergebnis |                             |
| ------------- | --------- | -------- | --------------------------- |
| 28. Mai 1972  | B-67 Nuuk | 7:1      | Iliarssuk Qeqertarsuatsiaat |
| 28. Mai 1972  | NÛK       | 0:5      | GSS Nuuk                    |
| 15. Juni 1972 | B-67      | ?:?      | GSS Nuuk                    |

Kreis 2
| Datum         |                       | Ergebnis |                     |
| ------------- | --------------------- | -------- | ------------------- |
| 15. Juni 1972 | Kâgssagssuk Maniitsoq | 1 ?:? 1  | Aĸigssiaĸ Maniitsoq |

Kreis 3
|              | Ergebnis |               |
| ------------ | -------- | ------------- |
| SAK Sisimiut | 3:0      | S-68 Sisimiut |

### Schlussrunde
| Pl. | Verein            | Sp. | S | U | N | Tore    | Punkte |
| --- | ----------------- | --- | - | - | - | ------- | ------ |
| 1.  | GSS Nuuk          | 3   | 3 | 0 | 0 | 019:200 | 06     |
| 2.  | G-44 Qeqertarsuaq | 3   | 1 | 1 | 1 | 007:130 | 03     |
| 3.  | T-41 Aasiaat      | 3   | 1 | 0 | 2 | 007:800 | 02     |
| 4.  | K-33 Qaqortoq     | 3   | 0 | 1 | 2 | 007:170 | 01     |

| Datum              |                   | Ergebnis |                   | Ort  |
| ------------------ | ----------------- | -------- | ----------------- | ---- |
| 9. September 1972  | T-41 Aasiaat      | 5:1      | K-33 Qaqortoq     | Nuuk |
| 9. September 1972  | GSS Nuuk          | 7:0      | G-44 Qeqertarsuaq | Nuuk |
| 11. September 1972 | T-41 Aasiaat      | 1:2      | G-44 Qeqertarsuaq | Nuuk |
| 11. September 1972 | GSS Nuuk          | 7:1      | K-33 Qaqortoq     | Nuuk |
| 13. September 1972 | G-44 Qeqertarsuaq | 5:5      | K-33 Qaqortoq     | Nuuk |
| 13. September 1972 | GSS Nuuk          | 5:1      | T-41 Aasiaat      | Nuuk |